# Château de Franconville
El château de Saint-Martin-du-Tertre, anteriormente llamado château de Franconville aux bois, se encuentra en Francia, en Saint-Martin-du-Tertre, en el departamento de Val-d'Oise.
Es el "gemelo mejorado del Château de Maisons-Laffitte, del cual François Mansart fue el arquitecto.
Construido en el siglo XIX, fue catalogado en parte como un monumento histórico desde el 4 de diciembre de 1987.

## Historia

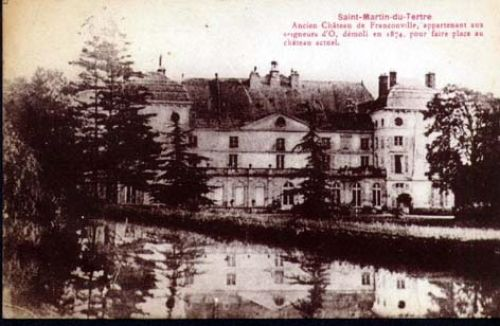
Castillo anterior

Franconville-aux-Bois proviene de Francorumvillam, compuesto por el antropónimo Franco o Francon y el sufijo -villa. El nombre inicialmente se aplicaba a un pequeño pueblo probablemente creado por los francos durante sus invasiones, durante la segunda mitad del V. siglo (período merovingio). Su registro escrito más antiguo está en una carta de Hilduin fechada del 22 de enero de 832, relativo al reparto del mense conventual de la abadía de Saint-Denis. El nombre del pueblo evolucionó hacia Franconville-aux-Bois o sous-Bois según los documentos, para diferenciarlo de Franconville-la-Garenne. Se estableció un castillo en el señorío de Franconville en una fecha indeterminada. En 1331, este señorío tenía 38 fumazgos; se devuelve a los señores de O durante este mismo XIV º siglo
Jeanne Le Baveux, hija de Jean Hutin Le Baveux y dama de Fresnes, Maillebois, Baillet-en-France (en parte) y Franconville-aux-Bois aportada por su matrimonio con Robert VI d'O, varios señoríos en el monedero de su marido, con, entre otros, Franconville-aux-Bois. En 1699, Gabriel-Claude d'O logró que su señoría fuera erigida en marquesado. Después de su muerte en 1734, su hija Adélaïde Félicité Geneviève d'O lo sucedió. ; ella es la esposa del 3 Duque de Lauraguais. Pero la marquesa muere en26 de août de 1735 dando a luz a su segundo hijo, Antoine Buphile. Su hijo mayor, el conde de Lauraguais, no puede reclamar el título de marqués de Franconville, este título no siendo transmitido por mujeres, por lo que cayó en una rueca. El Conde de Lauraguais lleva una gran vida; sus amantes incluyen a Sophie Arnould, una excelente cantante. Se ve obligado a vender sus señorías. Franconville-aux-Bois fue adquirida por el famoso abogado Pierre-Jean-Baptiste Gerbier de la Massilays en diciembre de 1769. En 1782, hizo destruir el castillo de los señores de O y después reconstruyó el falsamente atribuido a los señores de O, que se puede ver en una postal sepia. El castillo del Sr. Gerbier será a su vez destruido por el Duque de Massa en 1876. Mientras tanto, fue comprado en 1788 por el barón Louis-Aspais Amiot, secretario del rey. Amiot dibuja las líneas principales del parque actual.
El edificio actual fue construido entre 1876 y 1882 bajo la dirección del arquitecto Gabriel-Hippolyte Destailleur a petición del duque de Massa, André Philippe Alfred Regnier, bisnieto de Claude Ambroise Regnier, el Gran Juez, Ministro de Justicia de Napoléon. El duque de Massa había heredado a la muerte de su madre, Caroline Adélaïde Andréine Leroux, la, de parte de sus activos: al tener un medio hermano, Eugène Albert Roger, no tiene todas las propiedades de su madre. Se había vuelto a casar con el barón André Hélène Roger, de quien Eugène Albert Roger, su segundo hijo, heredó el Château de la Triboulette, la granja y la tierra y los bosques en Vouzeron (Cher). Durante todo el verano, se organizan regularmente magníficas recepciones en el castillo. El duque de Massa alquiló un tren de la Gare du Nord, que llevó a sus invitados a la estación Belloy – Saint-Martin para que asistieran a sus fastuosas recepciones: gran cena, fuegos artificiales y óperas representadas en su teatro, compuestas por él mismo o por su tío Philippe de Massa (escudero de Napoleón III). Entre los invitados habituales se encuentran César Franck, André Messager, Pierre Maréchal y Alfred Cortot. El teatro es una copia del de Burdeos en menores proporciones. El duque de Massa murió en 1913 sin hijos. Fue su primo Jean Louis Napoléon Regnier quien se convirtió en el cuarto duque de Massa.
Un hospital militar fue improvisado durante la Primera Guerra Mundial por la duquesa de Massa. 1924, el duque vendió su castillo al departamento del Sena, que lo transformó en un sanatorio para enfermos de tuberculosis. Se inauguró en 1929, acogiendo a 250 enfermos de tuberculosis, luego se construyó otro edificio en el parque, acogiendo también a 250 enfermos, es decir, un total de 500 enfermos de tuberculosis. El hospital siguió funcionando en el castillo hasta 1992.
Está clasificado como un sitio por orden del 3 de octubre de 1951. El edificio principal y todo su dominio con todos los edificios están catalogados como monumento histórico por orden del (pabellones de entrada y puerta que los comunica, columnata, fosos, fachadas y cubiertas, vestíbulo, gran escalera de madera (en el primer piso) en el ángulo oeste del vestíbulo, gran escalera y rellano de arriba, cuatro habitaciones en la planta baja del ala nororiental, teatro y galería subterránea de enlace con el castillo, invernadero de naranjos, trampolín, castillete (actualmente pabellón de dirección), fuente-piscina monumental y su muro de apoyo, antiguo descansillo de madera (desaparecido), y parte del parque con sus estatuas, sus pilas, sus muros y muretes, sus balaustradas y sus bolardos.

## Descripción

### Dominio

Mapa del dominio.

La finca está rodeada por el bosque de Carnelle y tiene un gran parque. Muchos edificios, anexos y fábricas están dispersos allí, además del ala añadida para el hospital: pabellones de entrada y una rejilla que los conecta; una rotonda ; los comunes ; una capilla llamada "pico » (destruido en 1980); un teatro de estilo renacentista de 350 asientos y su subterráneo que lo une al castillo; un orangerie; un salto de lobo y un pequeño castillo llamado el castillo de los Músicos, allí pueden pasar la noche después de una actuación en el teatro Duque de Massa (actualmente el pabellón de Dirección) de ahí su nombre.

### Fachadas

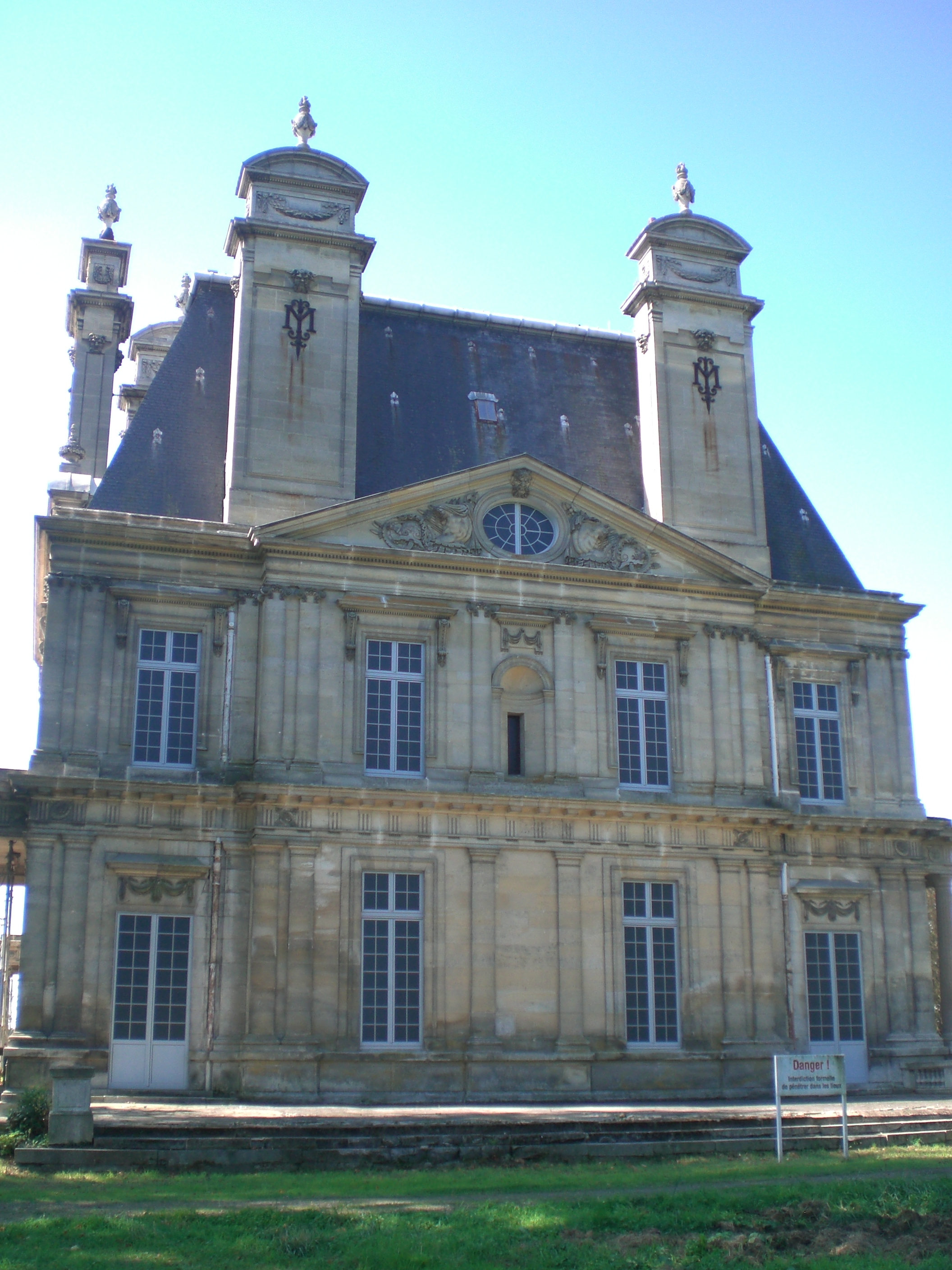
Fachada noreste.
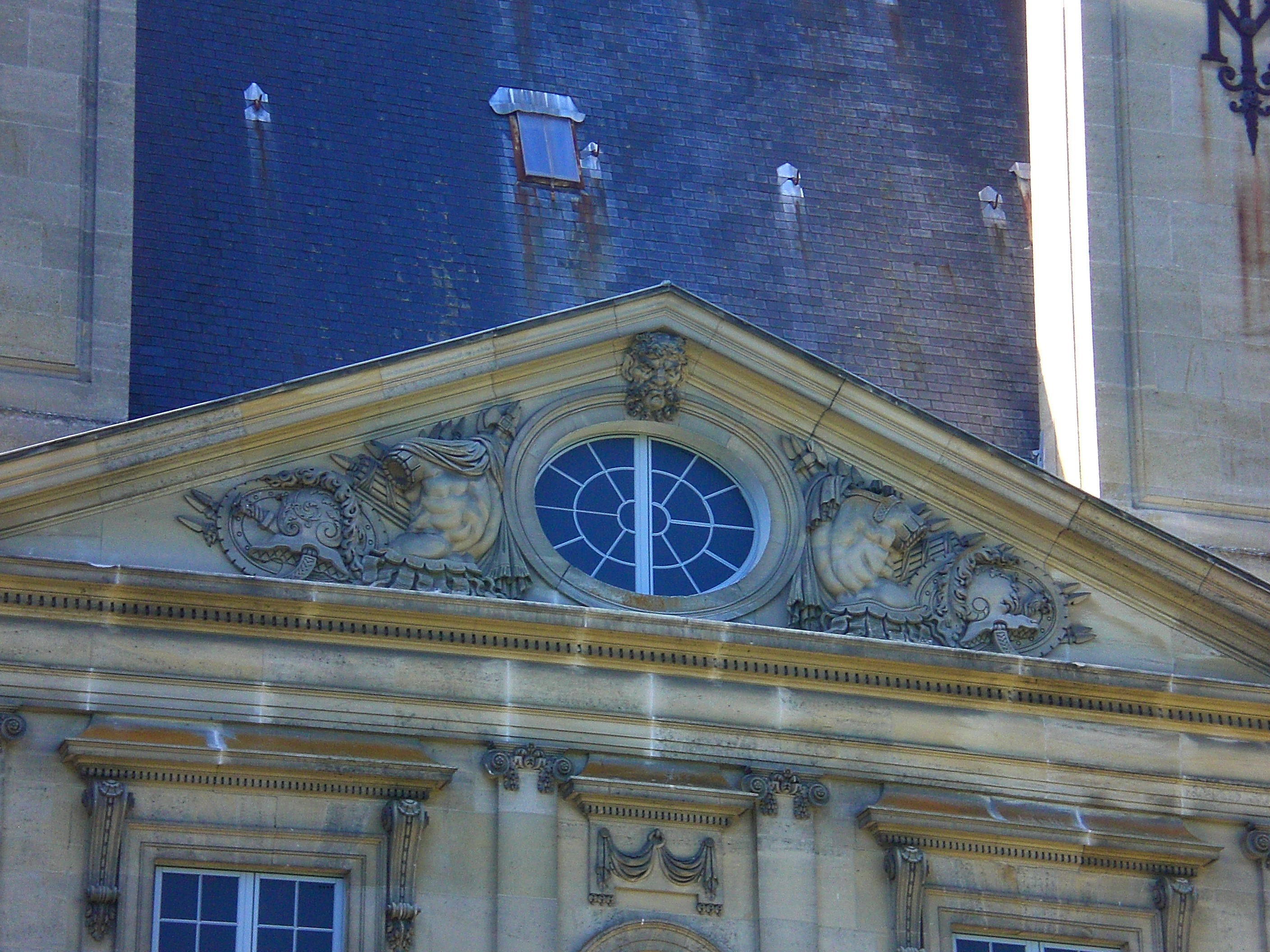
Detalle de fachada.
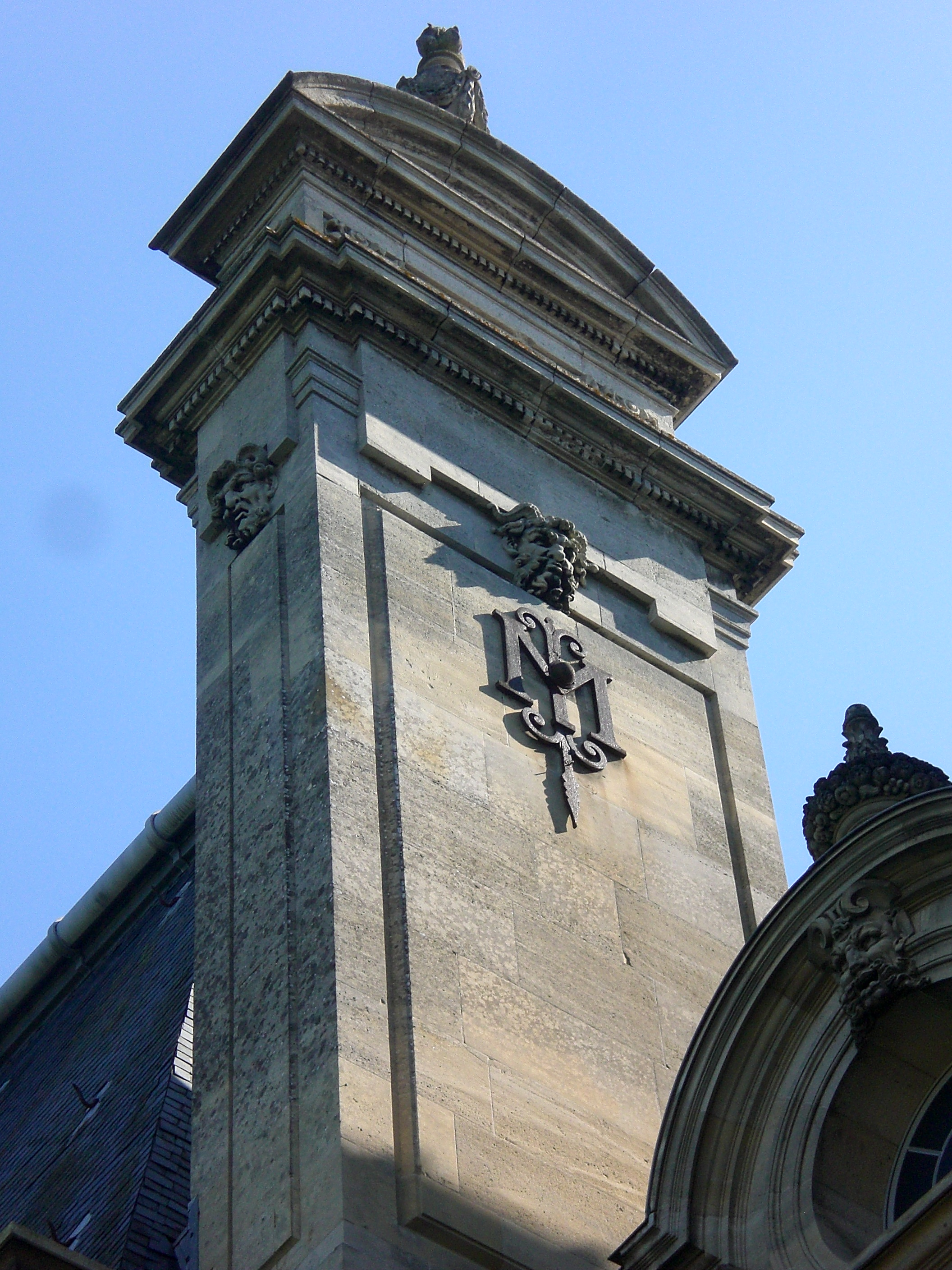
Chimenea con anclas.
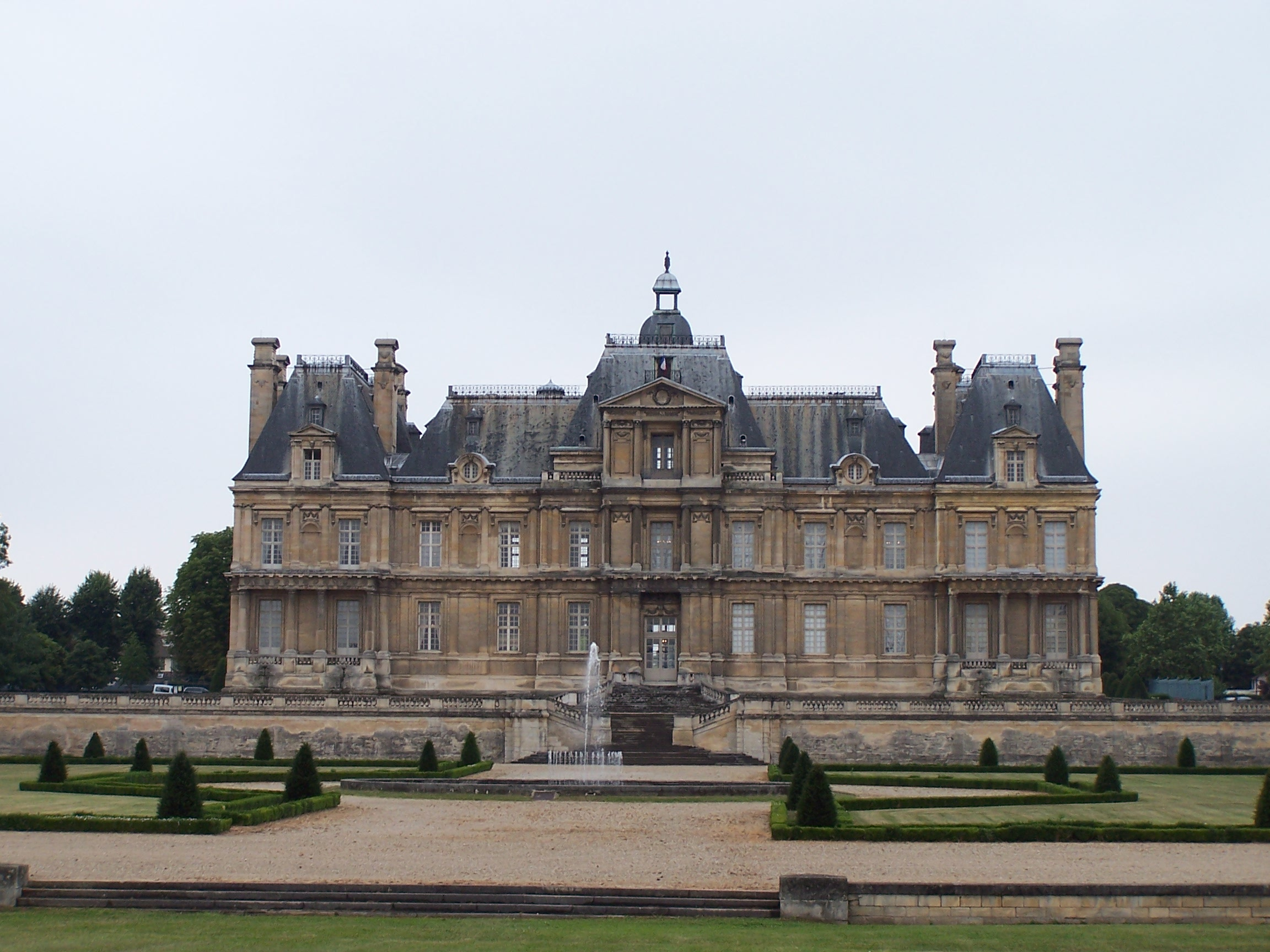
Castillo de Maisons-Laffitte.

De estilo neorrenacentista, es una copia del castillo de Maisons-Laffitte, una obra maestra arquitectónica de François Mansart. Construido en sillería de Méry-sur-Oise y Saint-Maximin (Oise), mide 59,74 m  por 25,80 m  para una superficie habitable en la planta baja de 1245 m². El alzado se organiza en dos plantas, más una buhardilla bajo la alta buhardilla francesa. La planta baja descansa sobre una terraza, a la que se accede por amplias escaleras en el centro de las dos fachadas principales, y en todo el ancho de las fachadas laterales. El castillo se compone de un edificio principal de siete tramos, precedido por un cuerpo de vanguardia ligeramente saliente frente a los tres tramos centrales, en el lado del patio principal y en el lado del jardín, y flanqueado por dos pabellones de esquina con dos tramos, también sobresaliendo frente a la fachada principal. Las tres alas tienen cada una un techo independiente. Sobre la del cuerpo principal se superpone la cubierta superior que cubre los dos cuerpos de vanguardia, dispuestos perpendicularmente. En el lado del patio principal, este techo está rematado con una linterna octogonal, cuyo techo sostiene una linterna más pequeña, que muestra una estatua en su cúpula. Los tejados están cubiertos de pizarra. La iluminación de las estancias abuhardilladas se realiza principalmente mediante lucernarios perforados con óculos. Estos tragaluces están ricamente decorados, al igual que las doce chimeneas altas. Llevan anclas con el número M del duque de Massa, y tienen glacis en altura, por encima de los cuales retroceden. El extremo superior está adornado con pequeños frontones arqueados y coronado con pots-à-feu.
La ornamentación de las fachadas es muy abundante. Según los preceptos de Vitruvio, el orden jónico reina en la planta baja, el orden dórico en el suelo y el orden corintio en la altura. Sólo se trata del vano central de las dos fachadas principales, cuyos muros a izquierda y derecha de la única ventana están rodeados de pilastras. Como todos los demás vanos, la ventana es rectangular y está rematada por un friso de finas nervaduras y una cornisa, que se sostiene a ambos lados por dos ménsulas talladas a modo de alerones. Por lo demás, este vano central termina en un frontón triangular quebrado, dando paso a un bajorrelieve en el medio. Los alzados laterales sólo tienen frontones al nivel del ático; también triangulares, están calados con una diana y decorados con bajorrelieves con motivos tomados de la mitología griega. Estos frontones laterales superan los dos tramos centrales de los cuatro que forman los alzados laterales. Los dos vanos centrales sobresalen ligeramente y, al nivel del primer piso, están adornados con un nicho en arco. Todavía en el primer piso, también se realizan hornacinas del mismo tipo en el sobremantel de los pabellones de las esquinas, del lado de las fachadas principales. Todas las ventanas del primer piso están flanqueadas por pilastras dóricas. En cada ángulo de las paredes, así como en los ángulos del cuerpo de vanguardia, hay una pilastra adicional. Al igual que a nivel del ático, la crujía central de las fachadas principales es objeto de un tratamiento particular: está flanqueado por dos columnas estriadas a cada lado, que sostienen arquitrabes, decorados con frisos de entablamento y que llevan esbeltos pot-a-feus. Sobre la ventana se coloca un cartucho decorado con el mismo friso. En cuanto a la planta baja, la parte baja del vano central tiene únicamente pilastras. Por otro lado, las vanguardias están precedidas por peristilo en el lado del patio y del jardín, apoyados en columnas jónicas estriadas. A diferencia del primer piso, un friso de entablamento con una repetición del motivo del biglifo recorre la planta baja por encima de las ventanas francesas.

### Interior
Su arquitectura interior notable, en particular gracias a su salón muy grande, su escalera principal y rellano, una gran escalera de madera en la esquina al oeste del vestíbulo de entrada, adornos de chimeneas, así como sus frisos y medallones. En la primera planta se encuentran doce dormitorios con sus baños y un baño y dos aseos. En la segunda planta hay dieciséis dormitorios y un salón de fumadores de casi 93 m2, y en la buhardilla, habitaciones para el servicio.

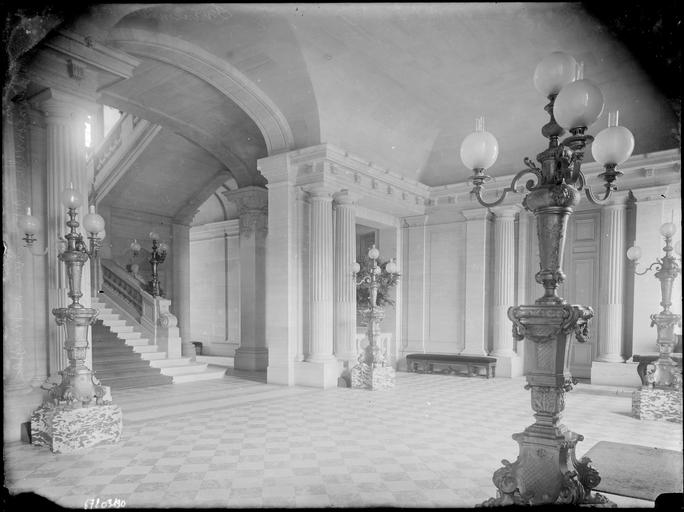
La entrada y la escalera.
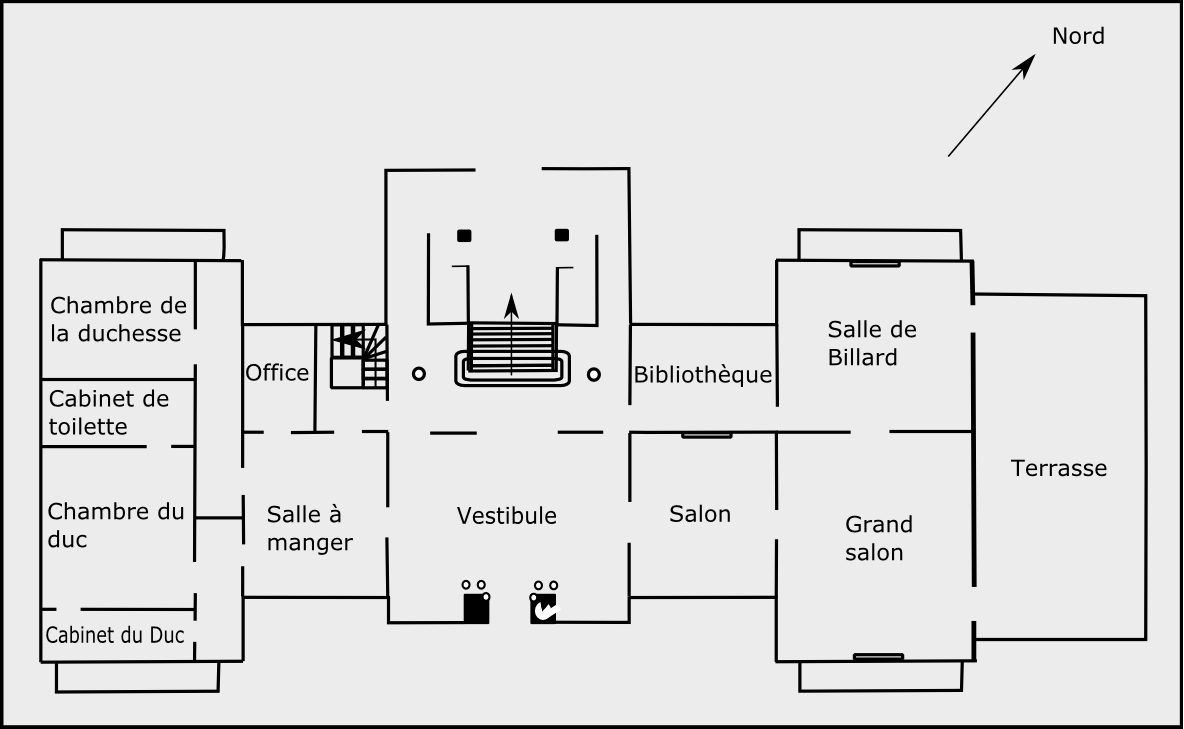
Mapa de la planta baja.
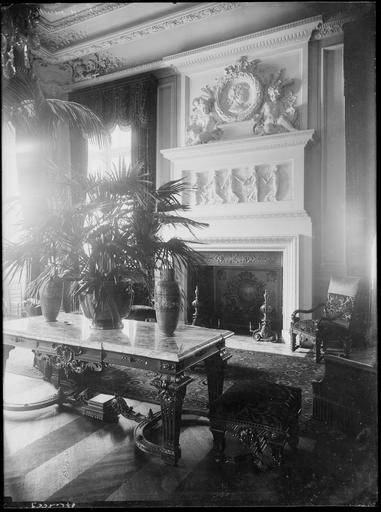
Una chimenea ornamental.

### El teatro
Su fachada  mide 12,95 m   Su decoración arquitectónica neoclásica está ricamente decorada. Máscaras de comedia, instrumentos musicales adornan los entablamentos. Partituras musicales, clarinete, pandereta, etc. Su decoración interior de madera está directamente inspirada en el teatro de Victor Louis en Burdeos. La cúpula es un trampantojo que representa un cielo. Las enjutas están decoradas con liras y follaje. Las armas del duque de Massa están representadas en un lambrequin. Puede albergar hasta 500 asientos. Es posible acceder a él a través de una galería subterránea desde el castillo.

### Parque
El parque del castillo habría sido diseñado por Louis-Sulpice Varé (creador del Bois de Boulogne); de 90 hectáreas (contra 42 en 2022), tiene importantes variedades de árboles. Varios árboles están clasificados como patrimonio ambiental. Albergó hasta cuarenta invernaderos y un centenar de especies diferentes de árboles que aún se pueden admirar.
El jardín de naranjos con su fuente de estanque y sus numerosas estatuas, incluidos dos grupos de niños «con conchas» (copia del Palacio de Versalles) y «el pastor flautista» (copia del castillo de Marly). Sobre el invernadero, la esfinge de mármol blanco, obra de Jacques Sarrazin, es la única estatua de mármol del parque. Todos los demás son réplicas de hierro fundido de obras famosas del pasado.
La fuente mural, junto al pequeño castillo, fue realizada por Hippolyte Destailleur (también es la única creación completa que se le puede atribuir).
La columnata con arcadas arqueadas está levantada por ocho pilas cuadradas, cada una enmarcada por tres columnas redondas y entre cada pila una gran cuenca. Es una réplica más pequeña de la de Jules Hardouin-Mansart en Versalles con, en el centro, una palangana y la ninfa Flora sobre una base anteriormente decorada con cabezas de león, según Antoine Coysevox.
Un río artificial corría a lo largo del castillo, pero se llenó durante la construcción del sanatorio. Todavía es visible en el parque en algunos lugares, enmarcado por rododendros.

El muelle de madera permaneció durante mucho tiempo, en mal estado y sin mantenimiento. El tiempo se apoderó de él y se derrumbó en febrero de 2011. Uno de los pocos en Francia, está irremediablemente perdido.

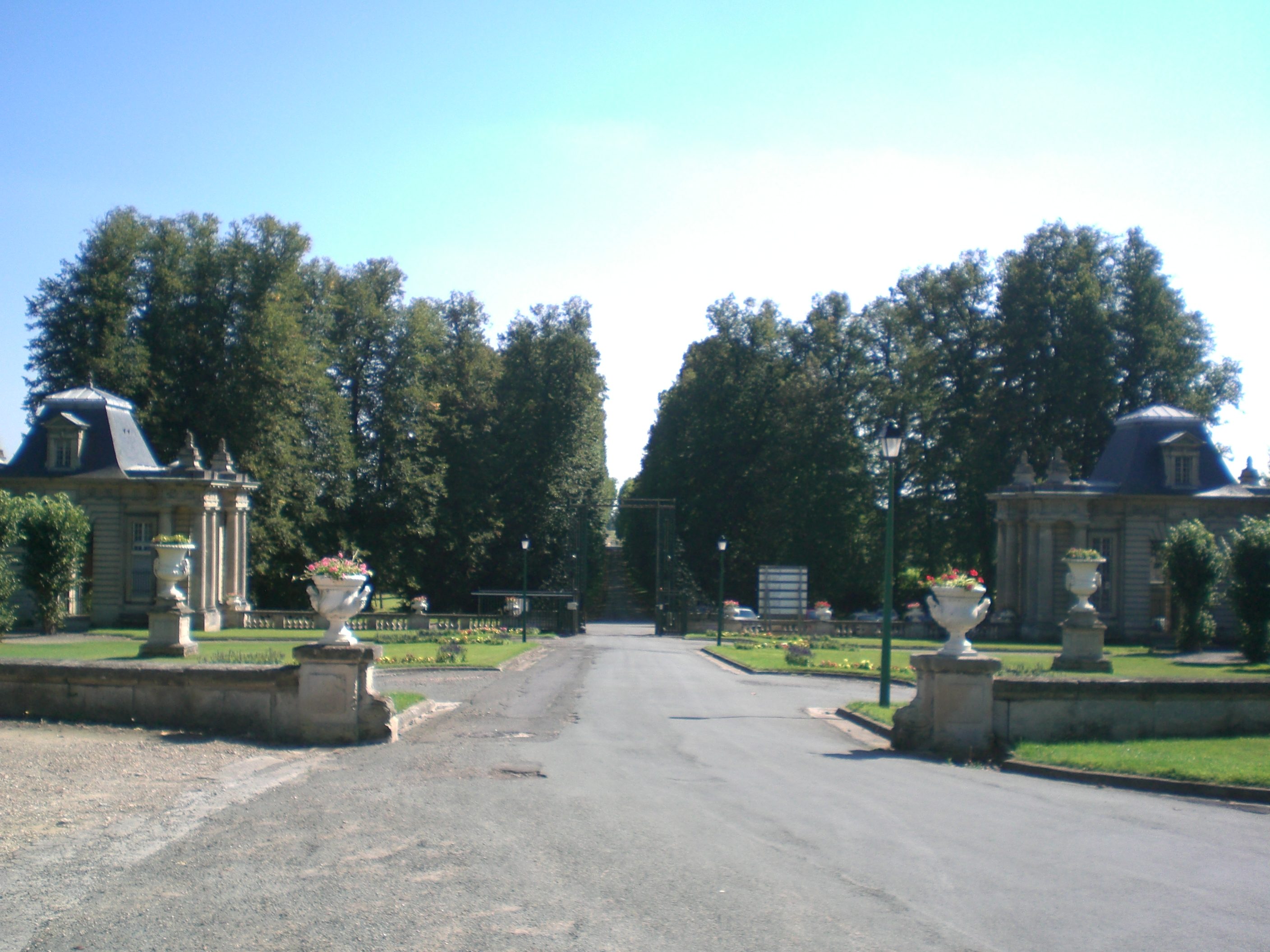
Callejón del castillo.
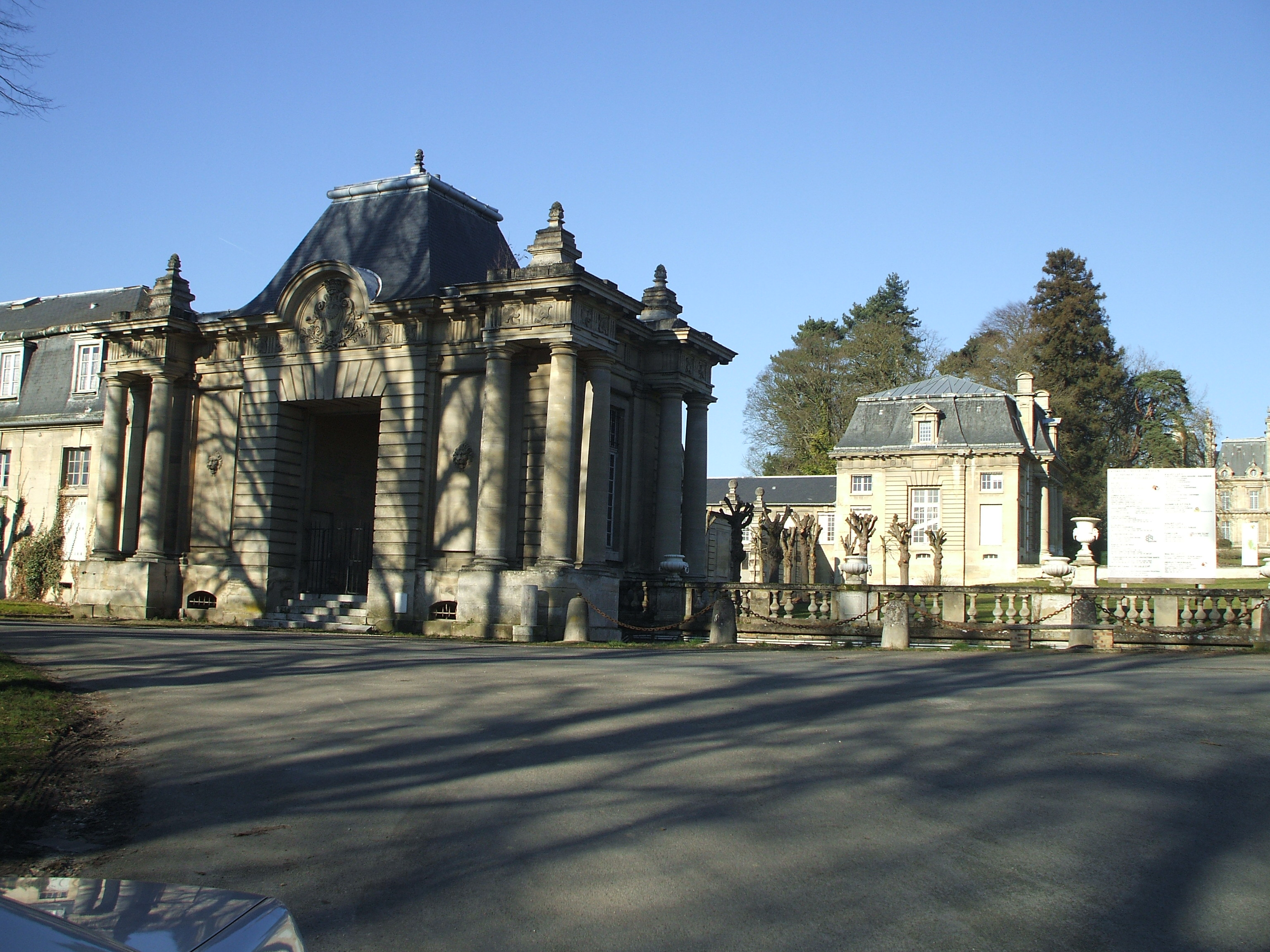
Pabellón de entrada izquierdo.
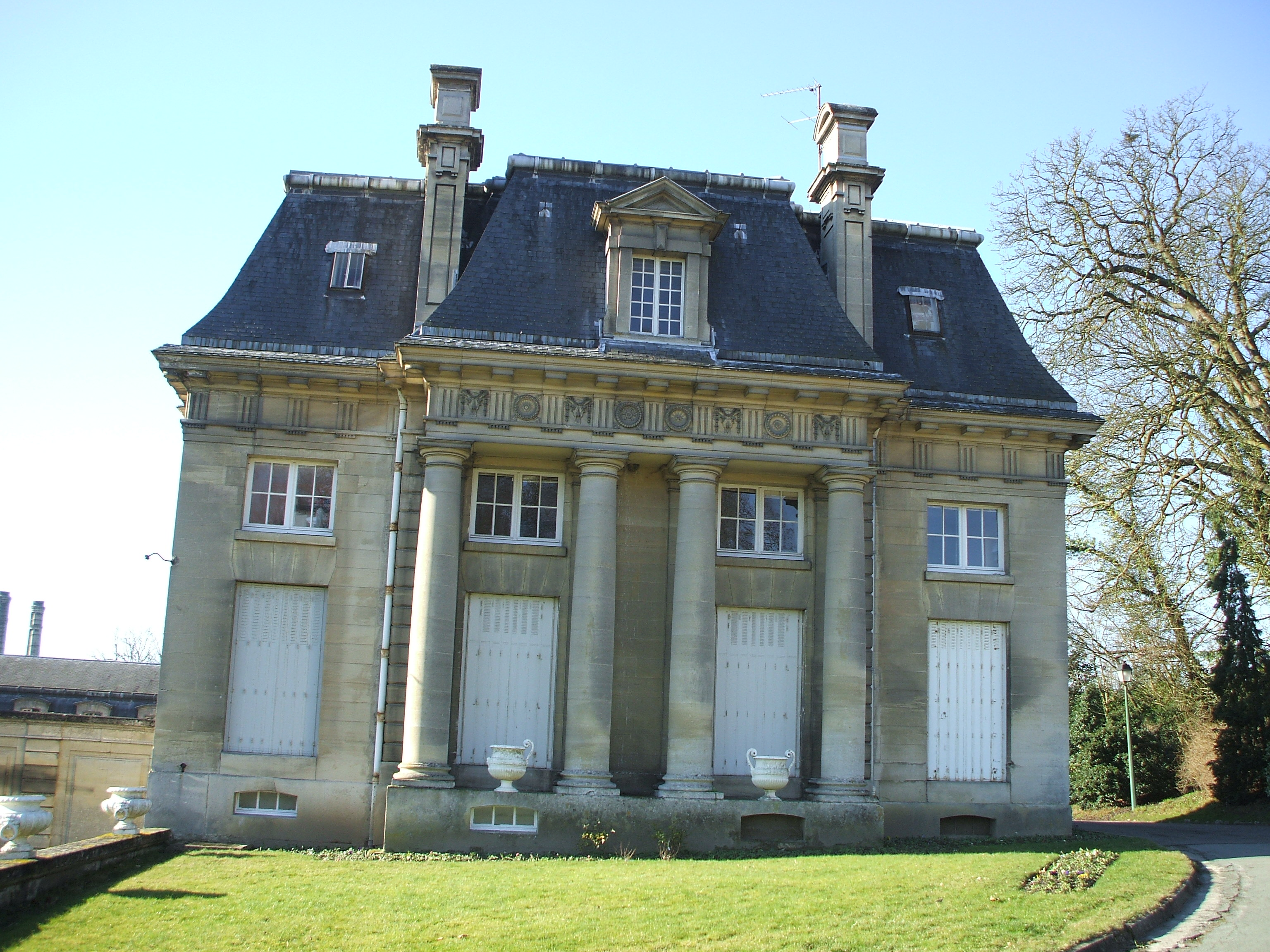
"pequeño castillo".
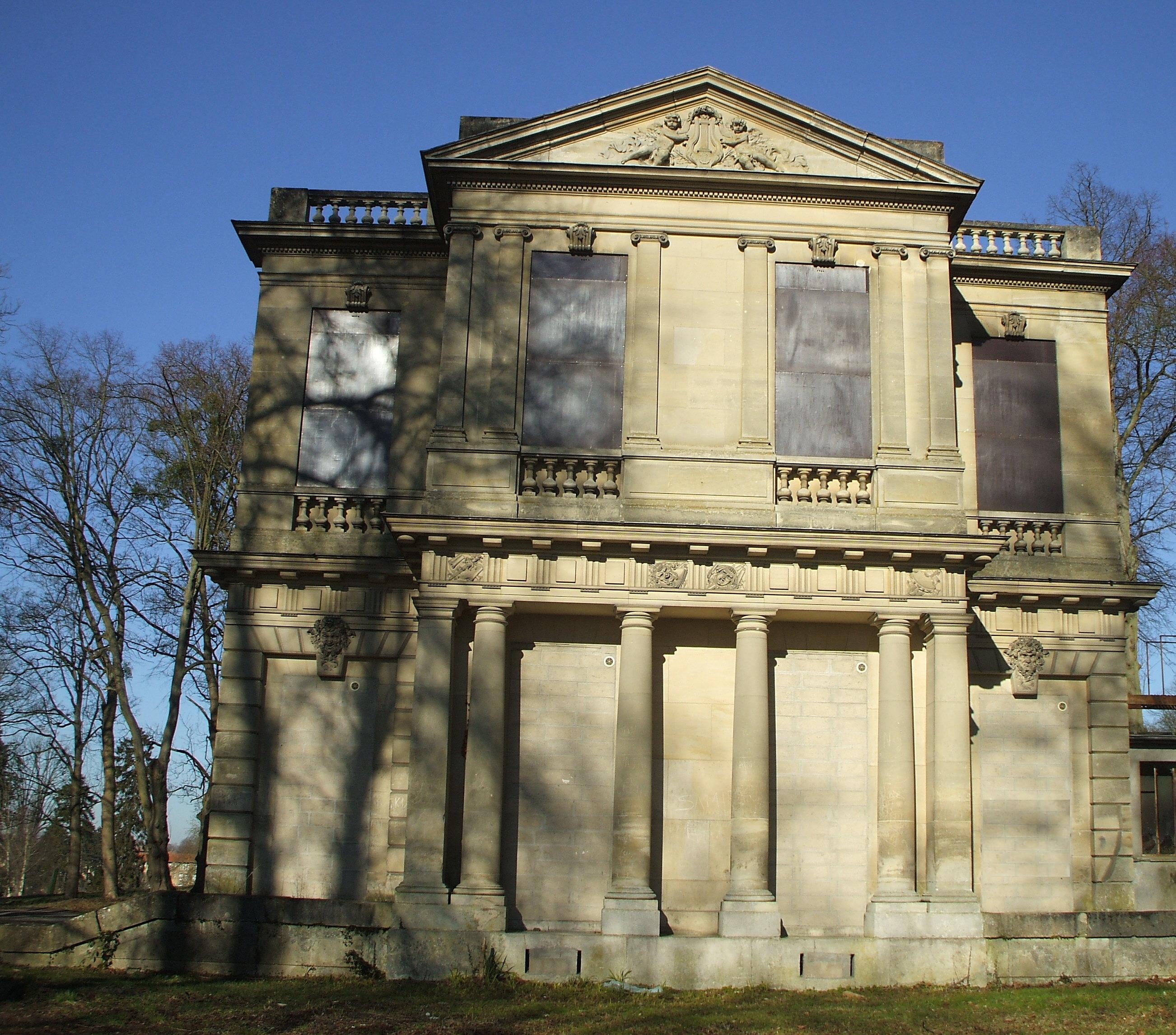
Teatro.
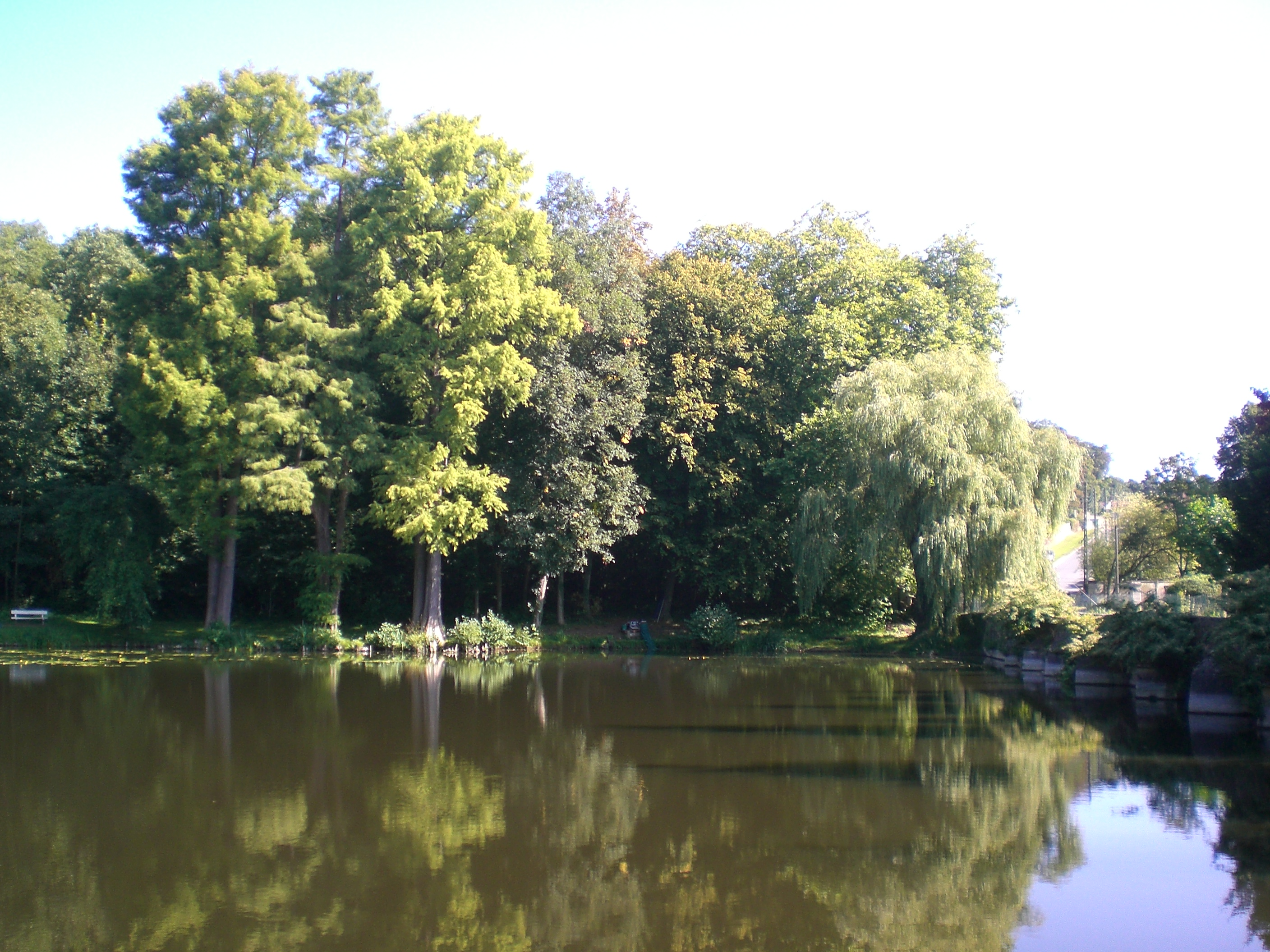
Lago.
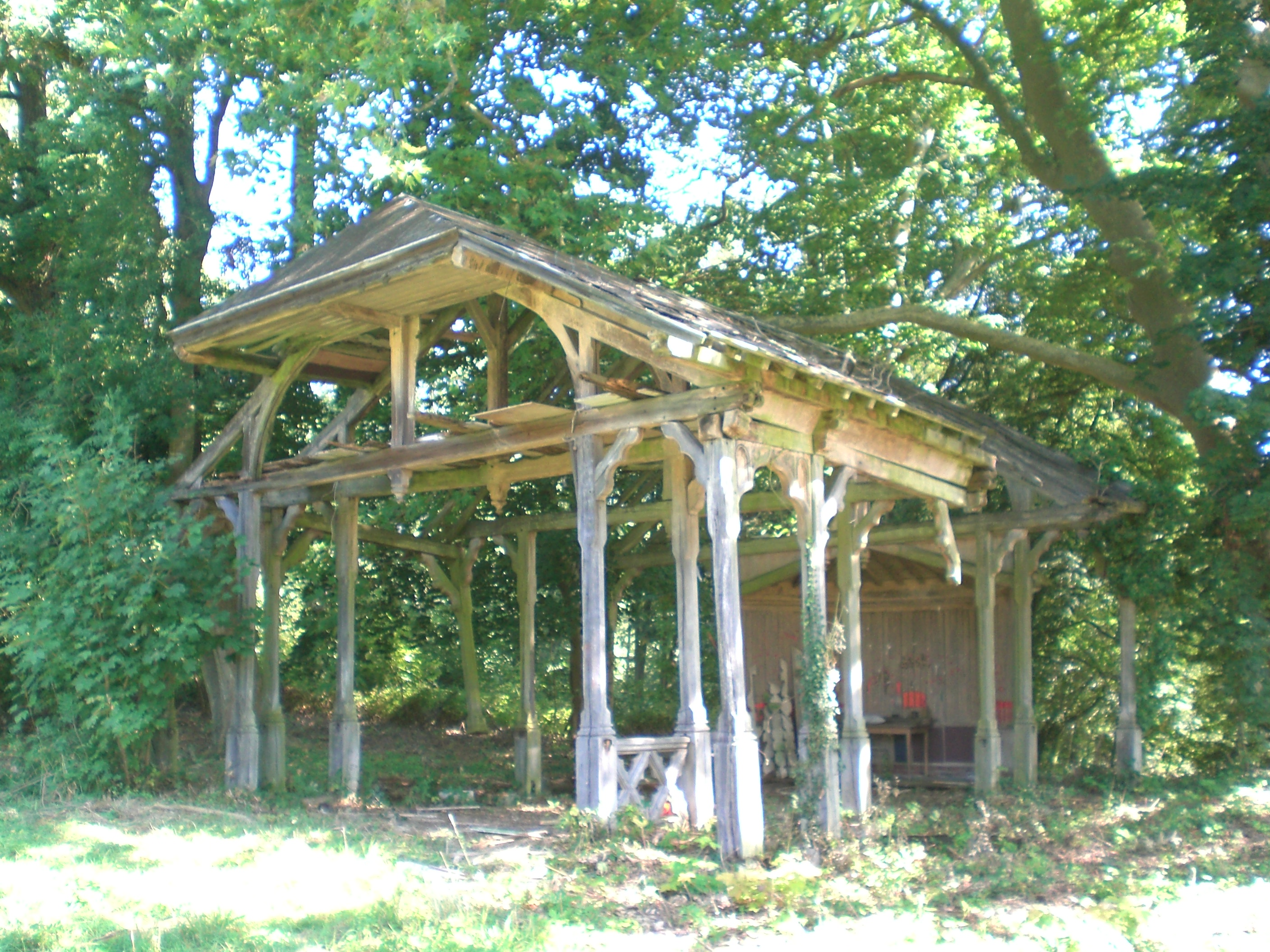
Muelle (colapsado en 2011).
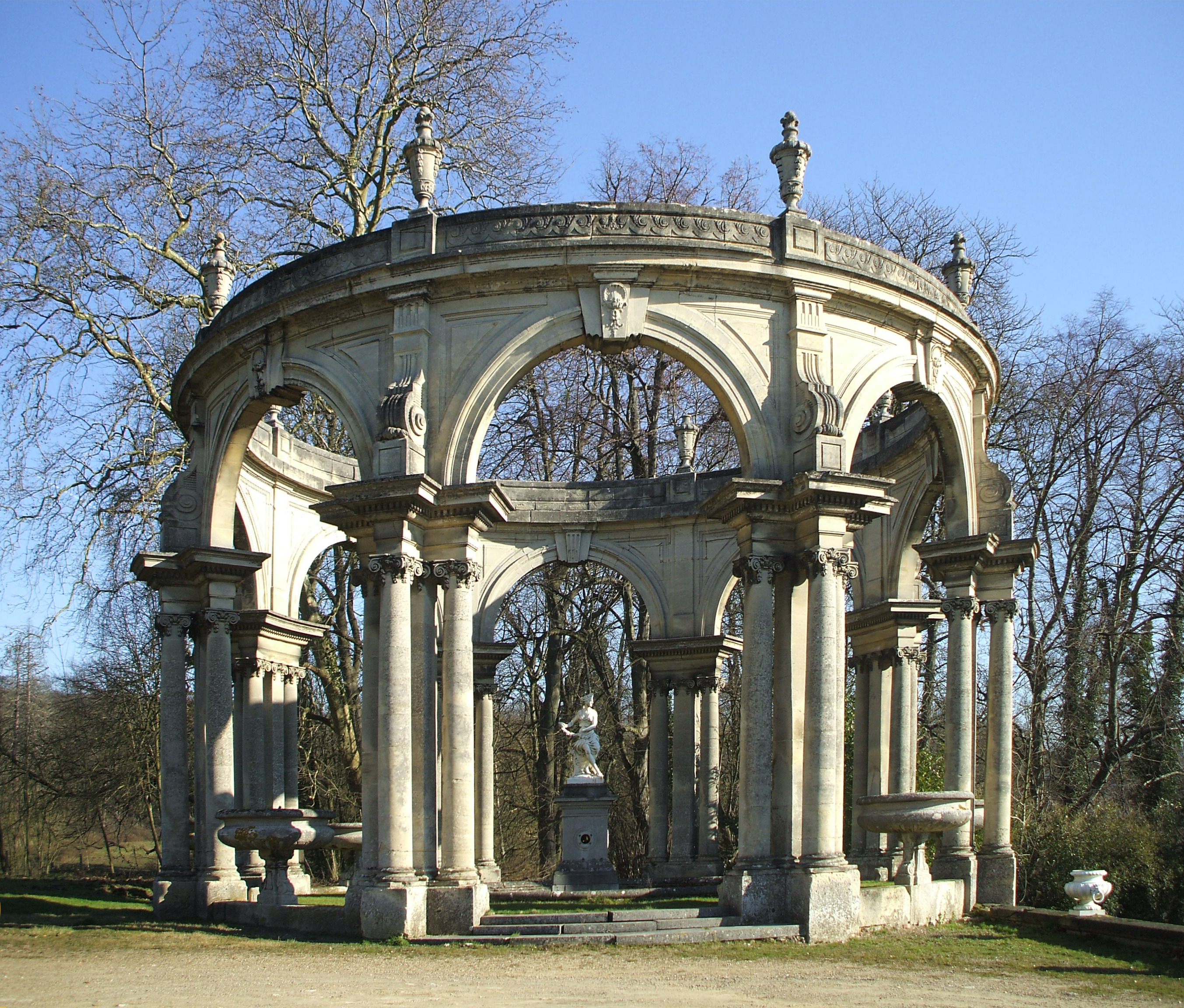
Columnata inspirada en Versalles.
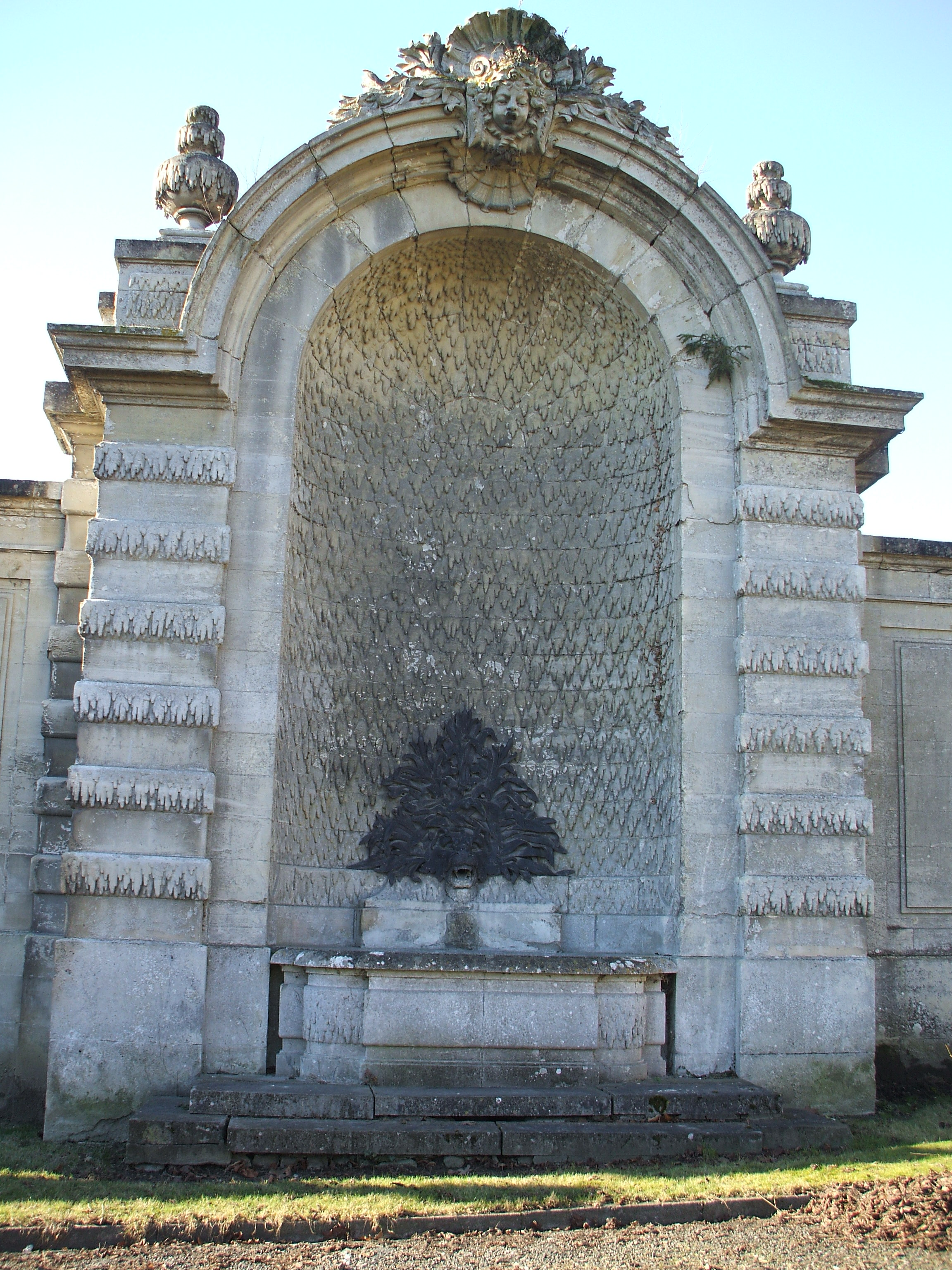
Fuente.
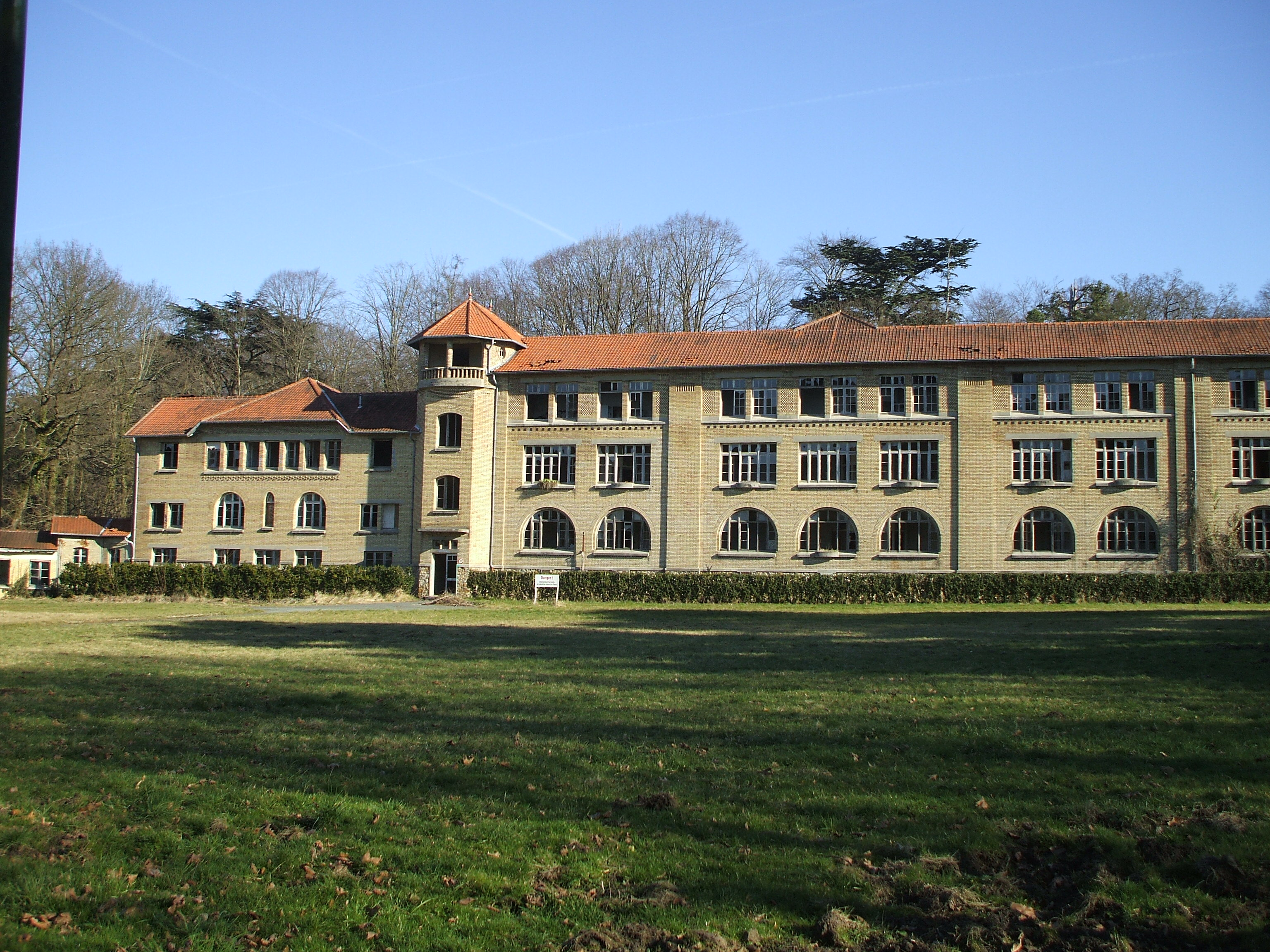
Sanatorio.
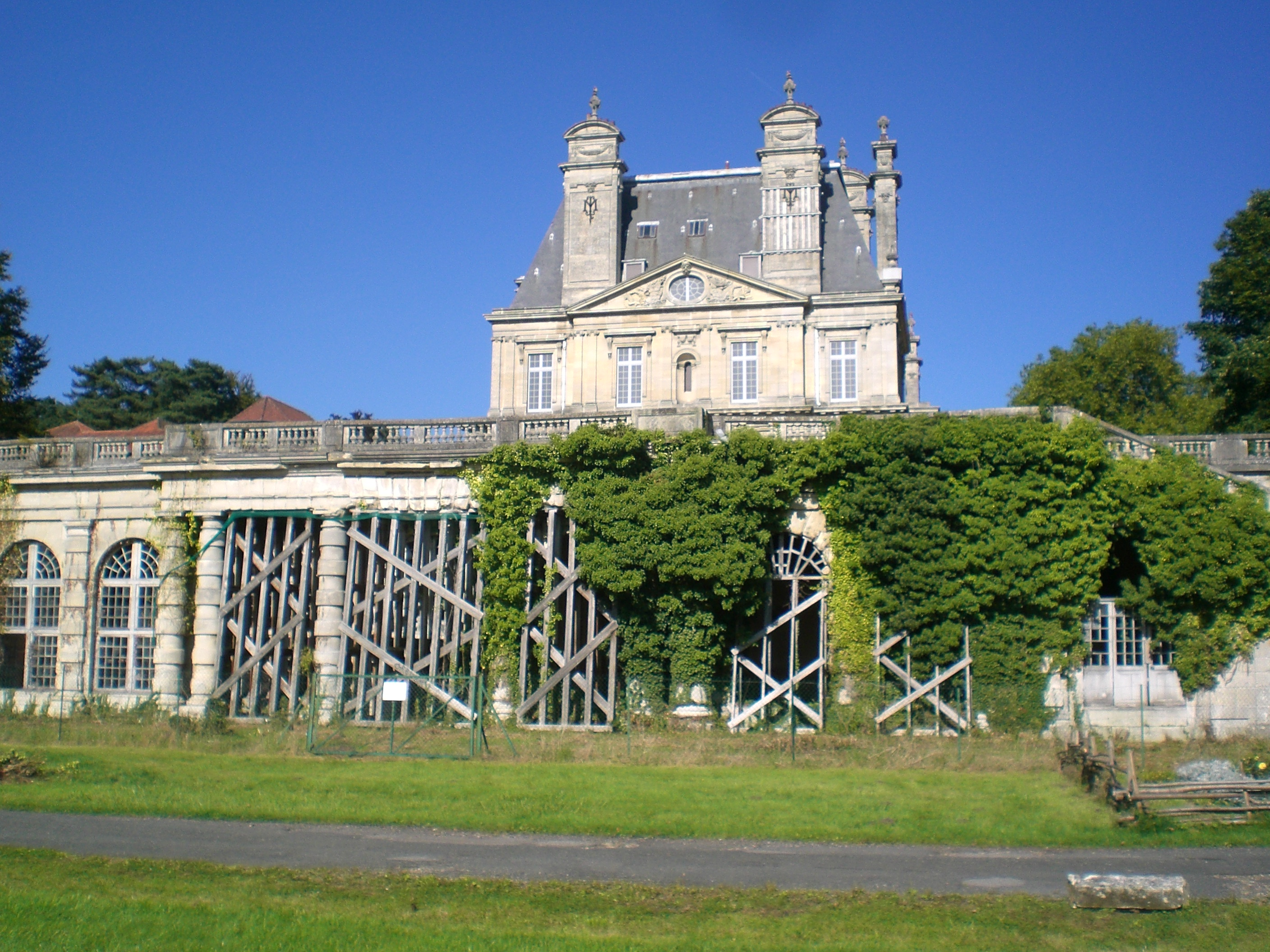
El invernadero de naranjos
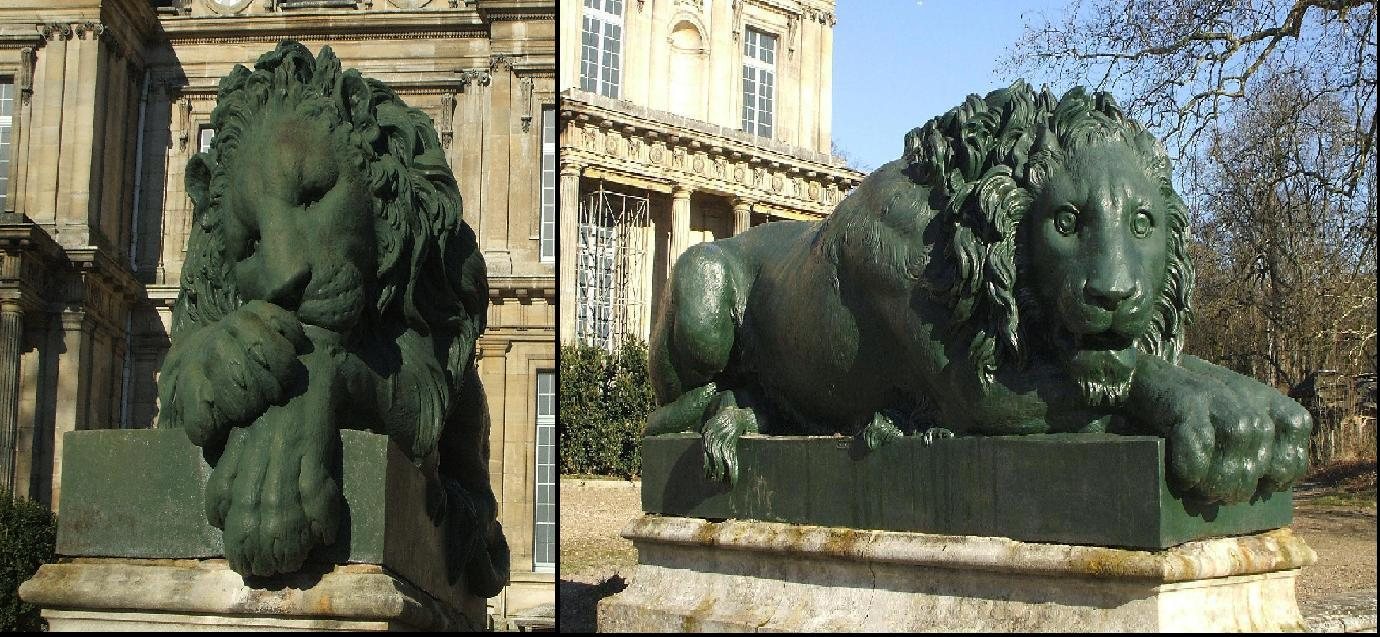
Leones al pie de la escalinata del castillo.

### La Tour du guet

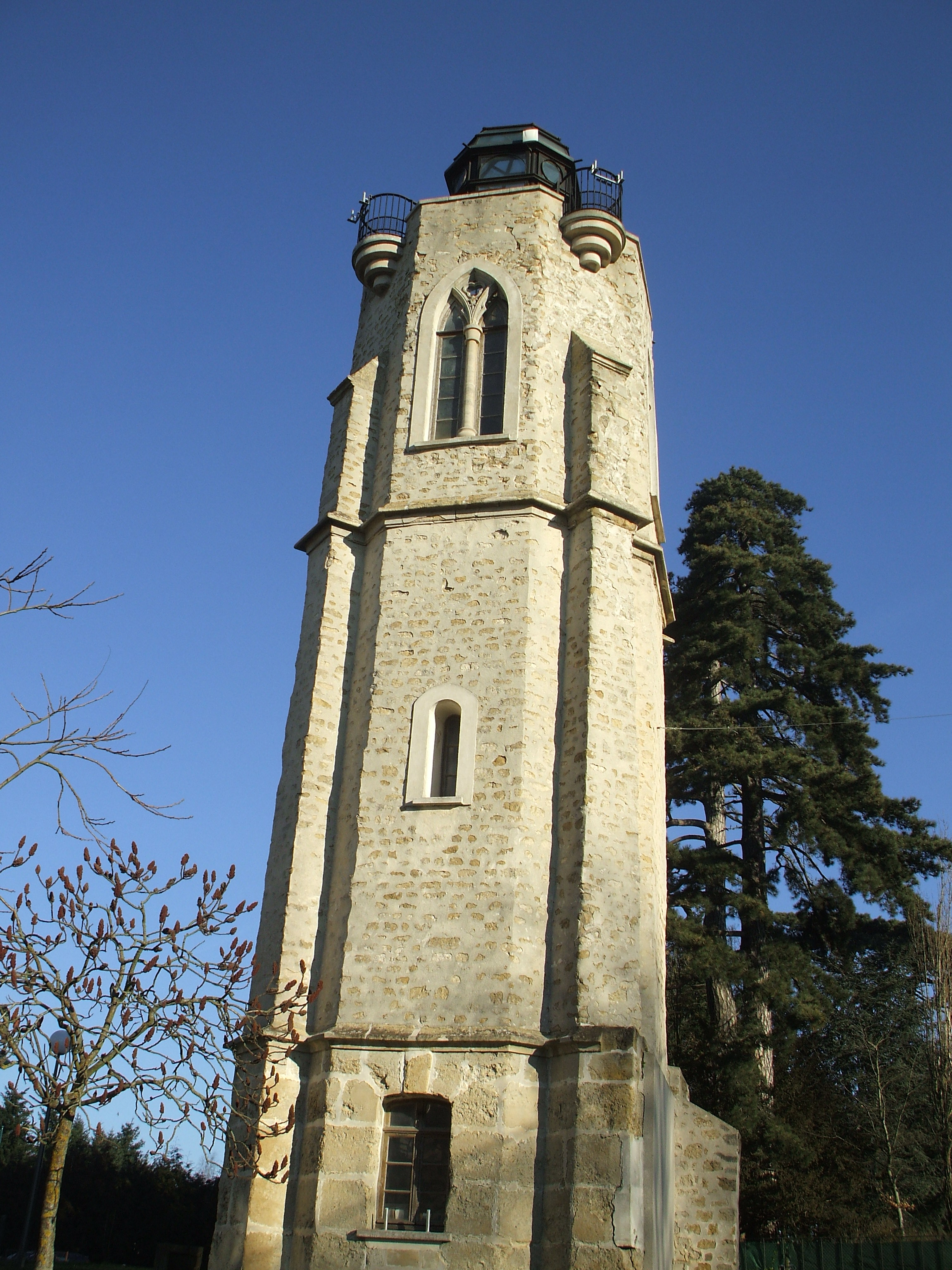
la torre de vigilancia

Ocupada actualmente por la oficina de turismo, se encuentra en el cruce de la place de Verdun y la rue du Lieutenant-Baude/Serret, en las afueras del pueblo. De estilo trovador, esta torre 23 m de altura fue construida en 1840 por André Jean Leroux, corredor de bolsa, para su hija Caroline Adélaïde Andréine Leroux, marquesa de Massa, para que pudiera admirar un panorama a 218 m sobre el nivel del mar, convirtiéndose en el punto más alto. del Val-d'Oise. Durante su construcción, la torre se encontraba en la finca del Château de Franconville, pero se separó de ella en 1969 durante la construcción del HLM. Está abierta al público los domingos por la mañana cuando la oficina de turismo está abierta y previa solicitud y ofrece una vista imperdible de la región.
Allí está instalado un museo Chappe que está abierto los primeros y últimos martes de cada mes de 14 a 17 horas.

## Situación actual
Poco a poco, el dominio quedó abandonado y en manos de vándalos. En consecuencia, las ventanas del edificio principal y del teatro se tapiaron para evitar daños mayores.
Las ventanas que vemos en las fotos son trampantojos. Las estatuas de hierro fundido que rodeaban las piscinas fueron robadas o destruidas. Algunos árboles raros fueron arrancados. Los invernaderos originales ya no existen. El invernadero lleva años apuntalado y corre peligro de derrumbarse si no se emprende pronto la comida rápida; su altura de techo es 7 m, se calentaba con calefacción central en la época del duque. El sistema todavía es visible en el interior.
En 2007 se llevó a cabo una operación de rescate para salvarlo. Se comprometieron 600 000 euros para quitar las goteras, volver a poner las vasistas con ventanas, volver a poner las pizarras que faltaban en el techo, se quitaron los arbustos de las juntas, excepto los que estaban demasiado altos, al parecer, él, en las chimeneas. Se instalaron ventanas y puertas anti-intrusión.
Los edificios pertenecen al centro hospitalario Carnelle. A unos cientos de metros del edificio principal, todavía hay un hospital para el seguimiento y la atención de larga estancia, un establecimiento para personas mayores dependientes y alojamiento para el personal en las antiguas dependencias.
Desde junio de 2014, parte de la finca con el castillo, los pabellones de entrada, el pequeño castillo, el teatro y el invernadero han sido vendidos a un consorcio ruso-luxemburgués que pretende crear un hotel de lujo, con un restaurante de alta gama y centro de balneoterapia en el antiguo teatro. La inauguración estaba prevista para 2018. Para 2016 se planeó un restaurante para 70 comensales para el público en general en el antiguo alojamiento a la entrada de la propiedad. Se han realizado trabajos de restauración de respaldo, insuficientes ante el deterioro sufrido los edificios. El antiguo dominio del duque de Massa, en Saint-Martin-du-Tertre, se iba a convertir en un complejo hotelero con balneoterapia de lujo. El proyecto fracasó.

Después de unos importantes trabajos de mejora y embellecimiento, todo el complejo están abiertos al alquiler para ceremonias y eventos privados. 

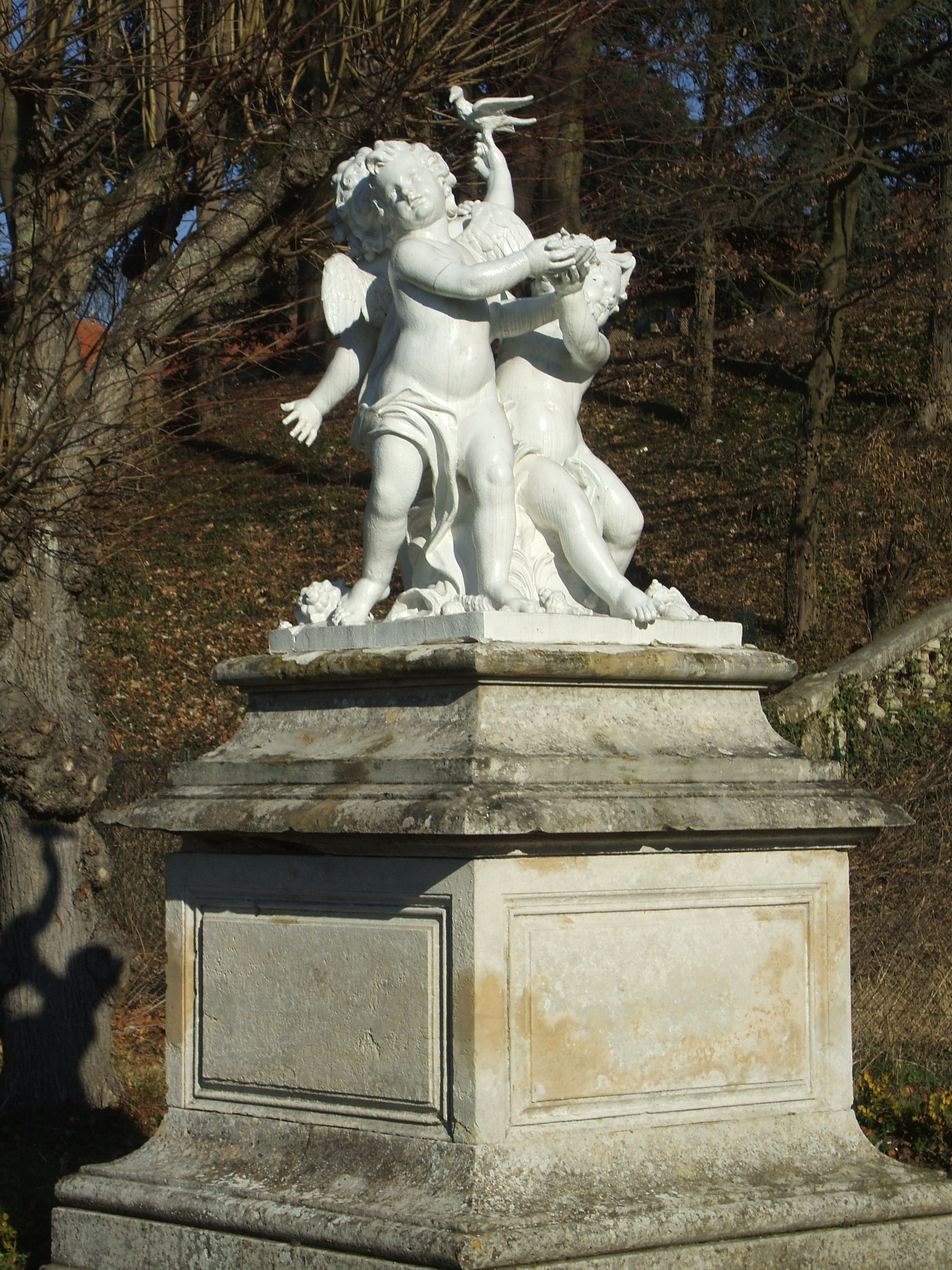
Niños con conchas frente al invernadero (derecha).
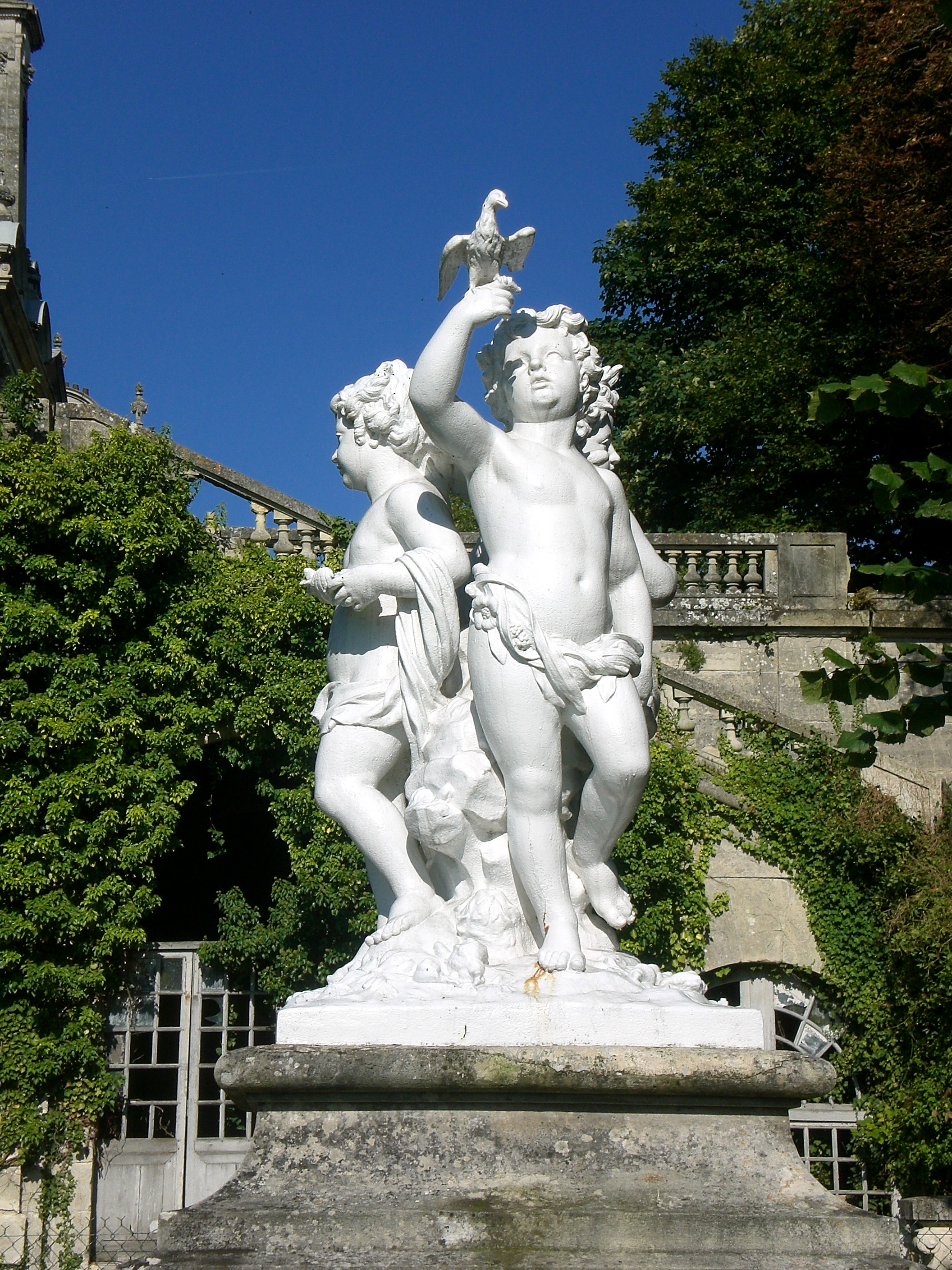
Niños con conchas frente al invernadero (izquierda).
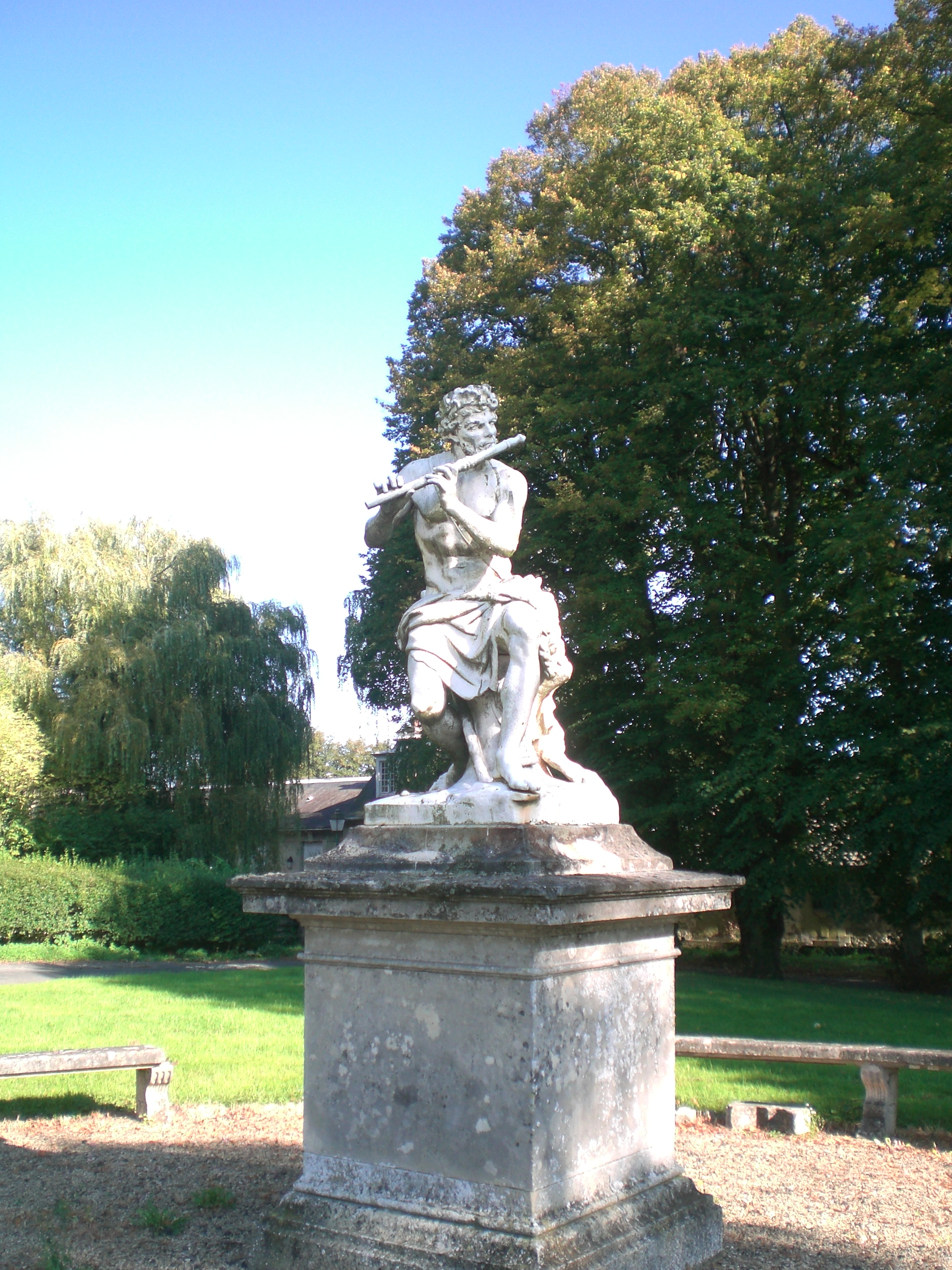
flautista
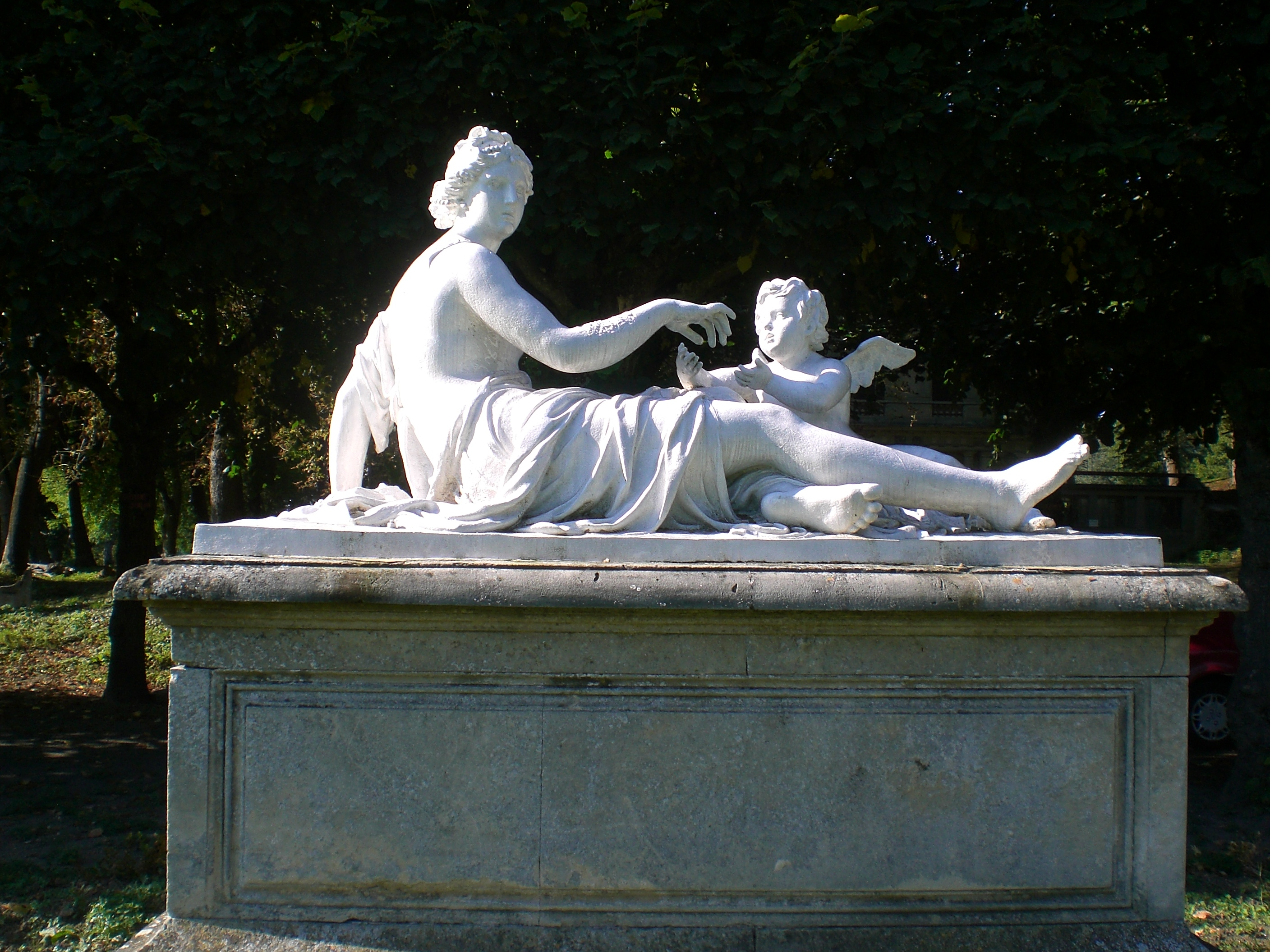
Ninfa frente al invernadero.

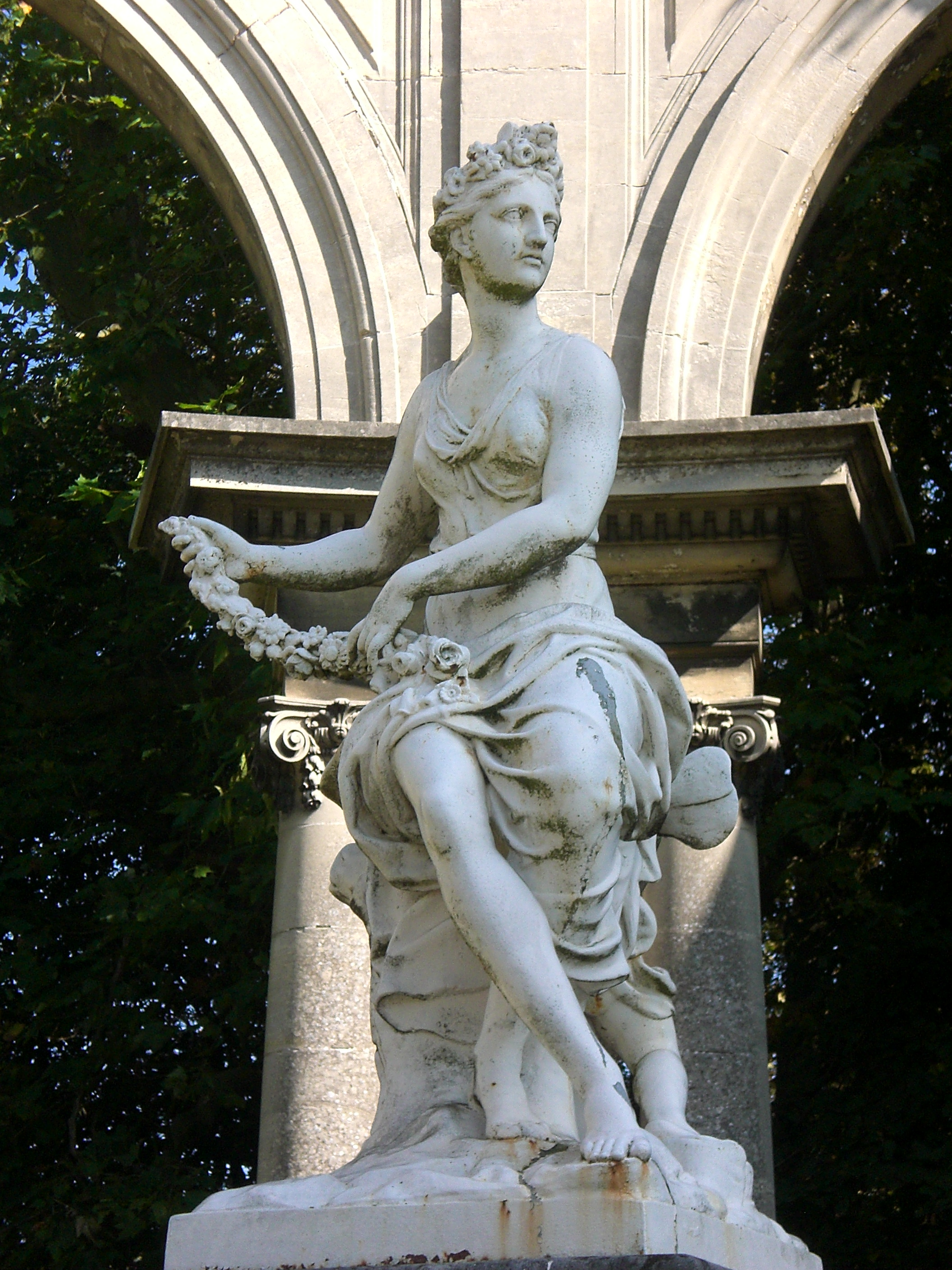
Flora en la rotonda.
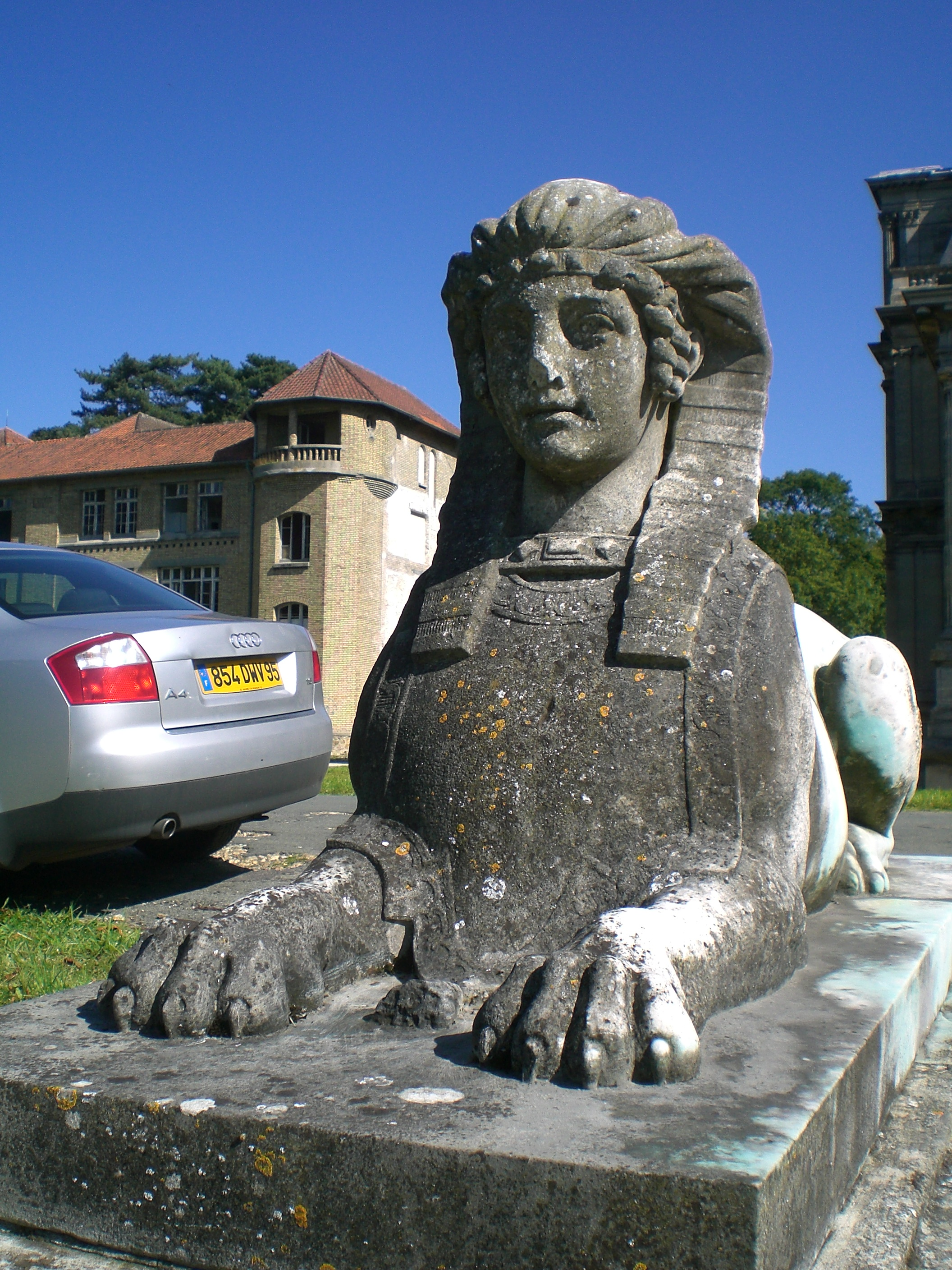
Esfinge de mármol.
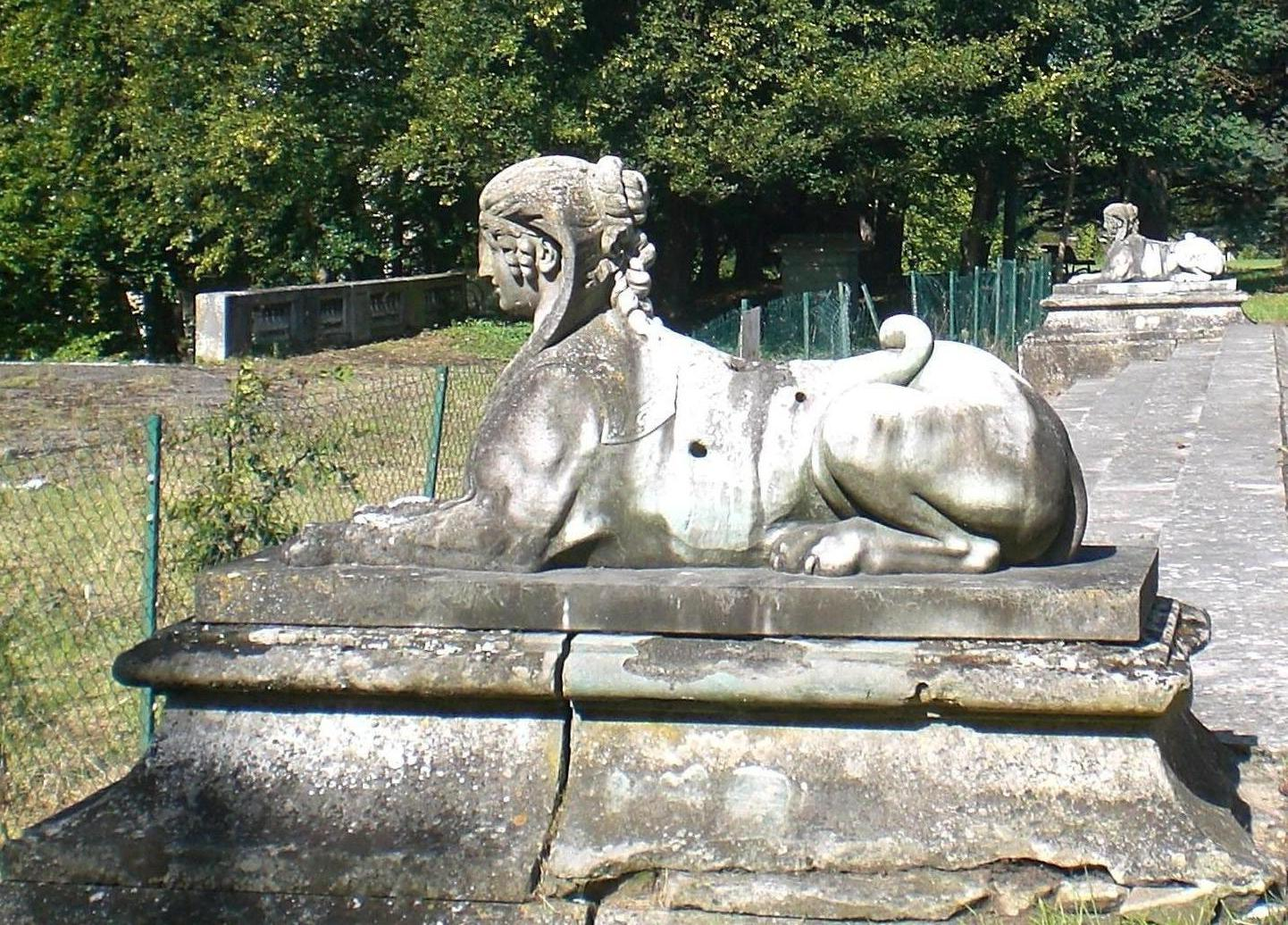
Esfinge de mármol.

## En el cine y la literatura
Para muchas películas, incluida Lucie Aubrac, se rodaron aquí varias escenas de interiores.
En su novela La paciencia del diablo, el autor Maxime Chattam sitúa aquí parte de la trama.